# Microcebus mittermeieri
Microcebus mittermeieri — вид лемуровидих приматів. Назва вшановує американського зоолога Рассела Міттермеєра (Russell Mittermeier).

## Опис
Має довжину тіла близько 9 см, довжину хвоста близько 11 см і вагу від 34 до 51 (в середньому 44) грамів. Голова кругла, морда коротка, вуха  стирчать зі шкіри, очі розширені. Хутро червонувато-коричневе на спині, живіт світло-коричневий або білуватий. По спині проходить темно-коричнева спинна смуга. Горла і шиї мають жовтуваті плями.

## Середовище проживання
Зустрічається всередині і навколо англ. Anjanaharibé-Sud Special Reserve на північному сході Мадагаскару. Типова місцевість на 1056 м над рівнем моря. Цей вид житель низовинного та гірського лісу і субгумідного лісу до 1760 м. Цей вид не був вивчений у дикій природі.

## Звички
Вони ведуть нічний спосіб життя і залишатися в основному на деревах. Як і всі Microcebus, вони, швидше за все, сплять протягом дня в дуплах дерев або листяних гніздах і всеїдні - в основному споживають фрукти і комах.

## Загрози та охорона
Цей вид знаходиться під загрозою втрати і деградації середовища проживання від розширення сільськогосподарської практики.